# Avenida Francisco Bolognesi (Chiclayo)
La avenida Francisco Bolognesi es una de las principales avenidas de la ciudad de Chiclayo, en el Perú. Se extiende de oeste a este en el distrito de Chiclayo y Pimentel delimitando parte del Centro Histórico. Se destaca por ser un importante eje comercial de la ciudad.

## Recorrido
Se inicia en la intersección con la carretera a Pimentel y termina en la intersección con la avenida Fitzcarrald frente al Aeropuerto Internacional Capitán FAP José A. Quiñones.